# Knowlton (hrabstwo Marathon)
Knowlton – jednostka osadnicza w Stanach Zjednoczonych, w stanie Wisconsin, w hrabstwie Marathon.